# Grand Prix automobile de Belgique 2015
GP précédent GP suivant
Le Grand Prix automobile de Belgique 2015 (2015 Formula 1 Shell Belgian Grand Prix), disputé le 23 août 2015 sur le circuit de Spa-Francorchamps, est la 927e épreuve du championnat du monde de Formule 1 courue depuis 1950. Il s'agit de la soixante-dixième édition du Grand Prix de Belgique, la soixantième comptant pour le championnat du monde de Formule 1, et de la onzième manche du championnat 2015.
Lewis Hamilton se montre, à nouveau, imbattable dans l'exercice des qualifications, s'installant sur la première place de la grille de départ pour la dixième fois en onze Grands Prix disputés cette saison ; il réalise la quarante-huitième pole position de sa carrière et repousse son coéquipier Nico Rosberg à près d'une demi-seconde. Valtteri Bottas est le plus rapide derrière les Flèches d'Argent alors que Romain Grosjean, auteur du quatrième temps, est privé d'un départ en deuxième ligne à ses côtés à cause d'un changement de boîte de vitesses sur sa Lotus qui le contraint à reculer de cinq places sur la grille ; le quatrième rang revient ainsi à Sergio Pérez. La troisième ligne est constituée de Daniel Ricciardo et Felipe Massa, la quatrième de Pastor Maldonado et Sebastian Vettel, auteur du neuvième temps : les Ferrari sont en difficulté puisque Kimi Räikkönen, tombé en panne lors de la Q2 et pénalisé de cinq places pour un changement de boîte de vitesses occupe seulement la seizième place. La dernière ligne est occupée par le duo de pilotes McLaren qui ont accumulé les pénalités : ils reculent virtuellement de 50 places pour Jenson Button et de 55 places pour Fernando Alonso.
Au terme des quarante-trois tours de course, Lewis Hamilton remporte sa sixième victoire de la saison, la trente-neuvième de sa carrière. Auteur d'un bon envol, il n'est jamais inquiété par la suite. Nico Rosberg, malgré un mauvais départ qui le fait chuter à la quatrième place à l'issue du premier tour, assure le septième doublé de la saison de Mercedes Grand Prix. Romain Grosjean, auteur de nombreux dépassements, monte sur son premier podium depuis le Grand Prix des États-Unis 2013 en profitant, à deux tours de l'arrivée, de l'éclatement du pneu arrière-droit de la Ferrari de Sebastian Vettel qui roulait en troisième position et termine hors des points. Daniil Kvyat s'adjuge les douze points de la quatrième place en prenant le meilleur sur Sergio Pérez, Felipe Massa, Kimi Räikkönen et Max Verstappen qui franchissent la ligne d'arrivée regroupés en deux secondes. Valtteri Bottas, victime d'une erreur de son écurie qui a « panaché » ses pneus durs et tendres lors de son premier arrêt au stand, est sanctionné d'un drive-through et termine neuvième, devant Marcus Ericsson qui prend le dernier point.
Lewis Hamilton augmente son avance en tête du championnat du monde, avec 28 points de plus que Rosberg (227 points contre 199) et devance Sebastian Vettel, resté à 160 points après sa crevaison dans l'avant-dernier tour ; ils distancent désormais Kimi Räikkönen et Felipe Massa qui ont chacun 82 points. Valtteri Bottas, avec 79 points, perd deux places. Daniil Kvyat (57 points) prend l'avantage sur son coéquipier Daniel Ricciardo resté à 51 points. Romain Grosjean, avec 38 points, devance désormais Max Verstappen (26 points). Mercedes, avec 426 points, conserve la tête du championnat devant Ferrari (242 points) et Williams (161 points) ; suivent Red Bull Racing (108 points), Lotus (50 points), Force India (49 points), Scuderia Toro Rosso (35 points), Sauber (23 points) et McLaren (17 points). Manor Marussia n'a pas encore inscrit de point.

## Essais libres

### Première séance, le vendredi de 10 h à 11 h 30
| Pos. | Pilote           | Voiture          | Chrono         | Écart     |
| ---- | ---------------- | ---------------- | -------------- | --------- |
| 1    | Nico Rosberg     | Mercedes         | 1 min 51 s 082 |           |
| 2    | Lewis Hamilton   | Mercedes         | 1 min 51 s 324 | + 0 s 242 |
| 3    | Daniel Ricciardo | Red Bull-Renault | 1 min 51 s 373 | + 0 s 291 |
| 4    | Kimi Räikkönen   | Ferrari          | 1 min 51 s 478 | + 0 s 396 |
| 5    | Sebastian Vettel | Ferrari          | 1 min 51 s 866 | + 0 s 784 |
| 6    | Daniil Kvyat     | Red Bull-Renault | 1 min 51 s 960 | + 0 s 878 |

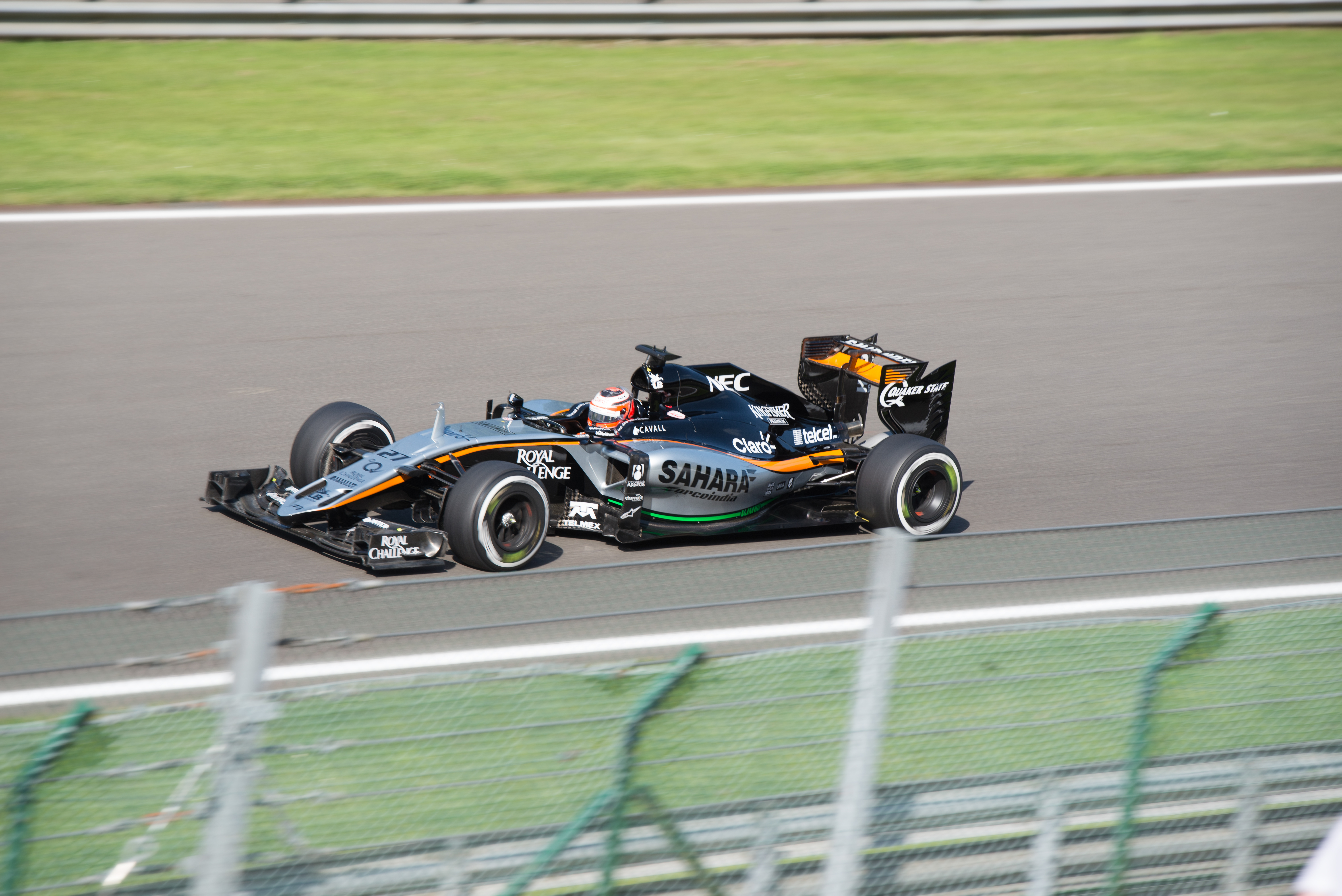
Nico Hülkenberg à Spa en 2015.

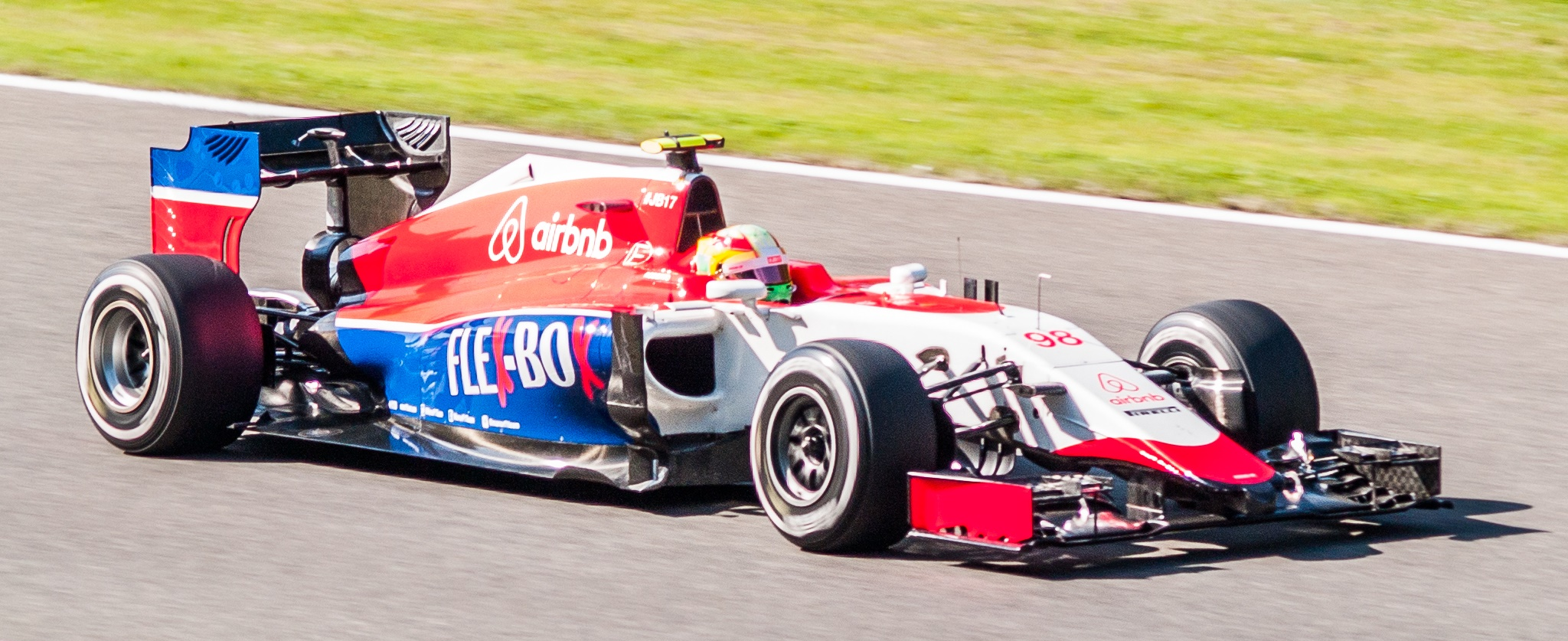
Roberto Merhi à Spa en 2015.

La première séance d'essais libres du Grand Prix de Belgique débute sous le soleil et par une température de 19 °C. La Mercedes AMG F1 W06 Hybrid est désormais dotée d'un nouvel aileron arrière en forme de cuillère et d'une nouvelle épure d'aileron avant tandis que Honda présente des évolutions sur son bloc installé dans les McLaren MP4-30. La Scuderia Ferrari, qui vient de prolonger d'un an le contrat de Kimi Räikkönen, dispute ce weekend son neuf centième Grand Prix en championnat du monde. Après vingt minutes, Lewis Hamilton fixe le temps de référence en 1 min 51 s 340,,. 
Nico Rosberg est victime de soucis techniques et doit même ralentir puis rentrer au stand alors qu'il effectuait un tour lancé ; après trente minutes, alors que les pilotes doivent rendre le train de pneus supplémentaire auquel ils ont droit en première partie de session, il est le seul à ne pas avoir effectué le moindre le moindre tour chronométré. La piste reste déserte pendant près d'un quart d'heure puis Rosberg ressort le premier des stands, au volant d'une monoplace qui semble enfin fonctionner. Peu après, Pastor Maldonado part à la faute à la sortie du virage de Malmédy ; il endommage tout le côté droit de sa Lotus E23 Hybrid et, alors qu'il détenait le sixième temps des essais, est contraint de renoncer à poursuivre,,.
La séance est interrompue pendant presque dix minutes car les barrières de pneus percutées par la Lotus nécessitent d'être réparées. Beaucoup de pilotes se précipitent en piste à la relance car il ne reste désormais que 30 minutes d'essais. Rosberg améliore le temps de son coéquipier, en 1 min 51 s 200, et confirme sa performance en tournant ensuite en 1 min 51 s 082. Les Mercedes occupent les avant-postes, devant la Red Bull RB11 de Daniel Ricciardo, les Ferrari SF15-T de Kimi Räikkönen et Sebastian Vettel et les Toro Rosso STR10. Personne ne bat le temps de Rosberg qui devance Hamilton d’un peu plus de deux dixièmes de secondes ; suivent Ricciardo, Räikkönen, Vettel et Daniil Kvyat dans la même seconde,,. 
- Jolyon Palmer, pilote essayeur chez Lotus F1 Team, remplace Romain Grosjean lors de cette séance d'essais.

### Deuxième séance, le vendredi de 14 h à 15 h 30
| Pos. | Pilote           | Voiture              | Chrono         | Écart     |
| ---- | ---------------- | -------------------- | -------------- | --------- |
| 1    | Nico Rosberg     | Mercedes             | 1 min 49 s 385 |           |
| 2    | Lewis Hamilton   | Mercedes             | 1 min 49 s 687 | + 0 s 302 |
| 3    | Daniel Ricciardo | Red Bull-Renault     | 1 min 50 s 136 | + 0 s 751 |
| 4    | Daniil Kvyat     | Red Bull-Renault     | 1 min 50 s 399 | + 1 s 014 |
| 5    | Kimi Räikkönen   | Ferrari              | 1 min 50 s 461 | + 1 s 076 |
| 6    | Nico Hülkenberg  | Force India-Mercedes | 1 min 50 s 461 | + 1 s 076 |

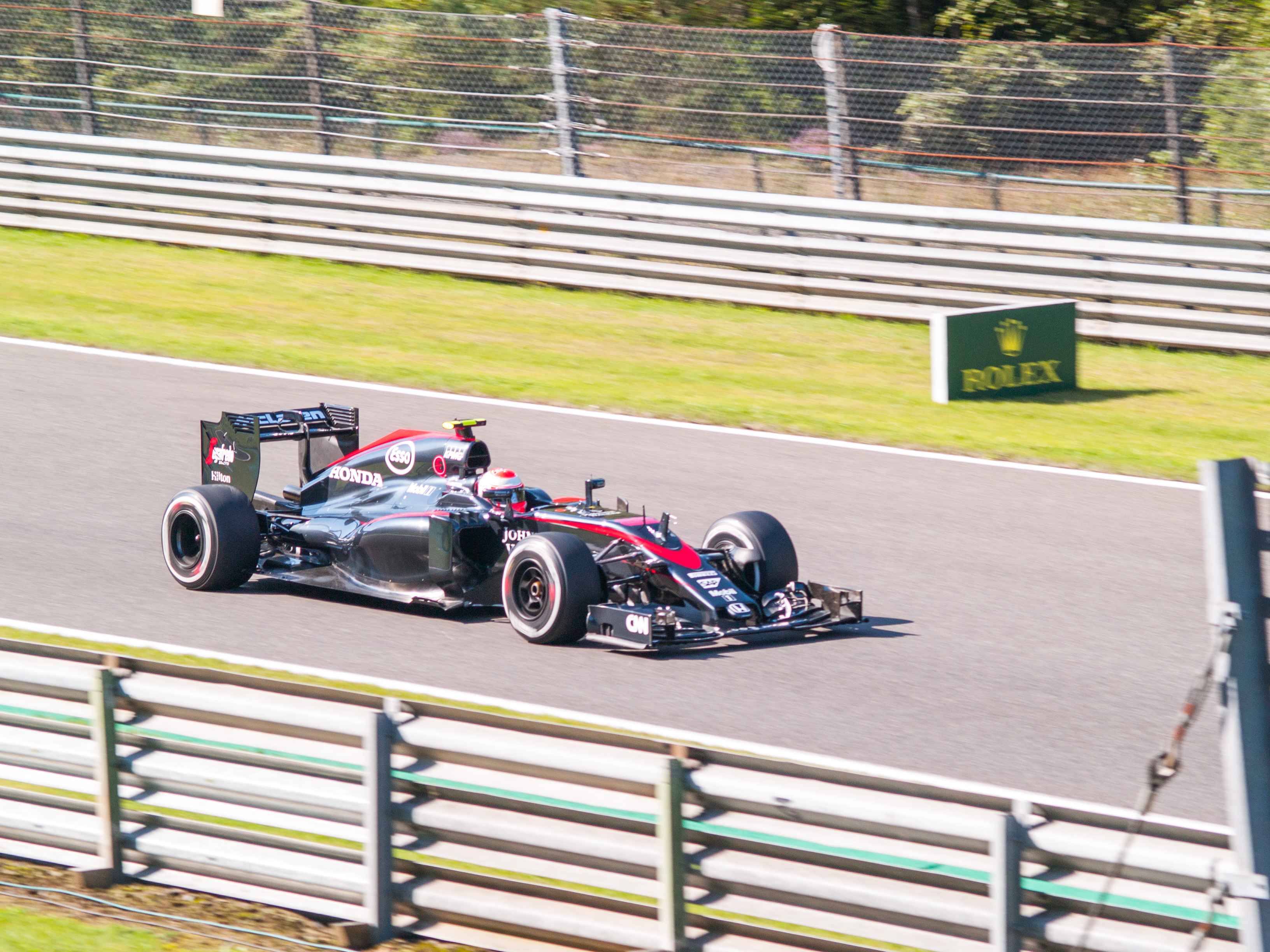
Jenson Button à Spa en 2015.

S'il fait toujours aussi beau que durant la matinée, la température ambiante reste fraiche puisqu'il ne fait que 22 °C au début de la deuxième séance d'essais libres du Grand Prix ; par contre,  le soleil frappant de plein fouet l'asphalte permet à la piste d'atteindre les 40 °C. En 1 min 51 s 135, Daniil Kvyat établit le temps de référence dès le début d'une séance qui s'anime immédiatement puisque Nico Rosberg améliore dans la foulée, en 1 min 51 s 052. Pastor Maldonado est, pour sa part, contraint de ronger son frein dans son stand car ses mécaniciens n'ont pas encore fini de réparer sa monoplace accidentée lors de la session matinale. Fernando Alonso, Romain Grosjean, Nico Hülkenberg et Carlos Sains Jr. sortent au large, parfois à plusieurs reprises, sans conséquence,,. 
Dans la voie des stands, un accrochage est évité de justesse entre Daniil Kvyat, relâché par son équipe au moment où Felipe Nasr rentrait. À un peu plus d'une heure de la fin de séance, Sebastian Vettel chausse le premier les pneus les plus tendres proposés par Pirelli et s'empare immédiatement du meilleur temps, en 1 min 50 s 940. Rosberg réplique alors en 1 min 49 s 385 tandis que Lewis Hamilton prend la deuxième place à 3 dixièmes de seconde de son équipier. Kimi Räikkönen prend ensuite la troisième place, à une seconde des Mercedes de tête puis s'incline face à Daniel Ricciardo, à quarante minutes du drapeau à damier ; l'Australien est toutefois relégué à plus de 7 dixièmes de seconde de Rosberg,,.
Malgré les évolutions du moteur Honda, Fernando Alonso et Jenson Button sont toujours en fond de classement ; ils n'ont toutefois rien à espérer de ce Grand Prix puisqu'ils utiliseront deux moteurs neufs et seront pénalisés. Si, comme de coutume cette saison, les Williams sont en retrait lors des séances d'essais, les lointaine quatorzième et seizième places de Valtteri Bottas et Felipe Massa ne sont pas rassurantes pour la suite du weekend,,.
Durant les trente dernières minutes de la fin de séance, les pilotes procèdent à de longs relais pour tester la tenue de leurs pneumatiques ;  il apparaît que les pneus tendres s'usent rapidement puisque Kimi Räikkönen se plaint de ses gommes qui commencent à buller tandis que, quelques minutes plus tard, le pneu arrière-droit de Nico Rosberg explose dans la ligne droite de Blanchimont alors que l'Allemand est lancé à pleine vitesse,,. 
Tandis que la monoplace de Rosberg est ramenée aux stand, la séance reprend pour un dernier quart d'heure mais après quelques minutes seulement, un nouveau drapeau rouge est brandi lorsque Marcus Ericsson met une roue dans l'herbe artificielle, perd le contrôle de sa Sauber C34 dans le virage de Pouhon et percute à haute vitesse le mur de pneus. Les cinq dernières minutes ne permettent pas d'améliorer les temps déjà enregistrés et Nico Rosberg conserve le meilleur temps de la séance devant Hamilton, Ricciardo et Kvyat. Romain Grosjean s'arrête dans son dernier tour, à cause d'une perte de puissance,,.

### Troisième séance, le samedi de 11 h à 12 h
| Pos. | Pilote           | Voiture              | Chrono         | Écart     |
| ---- | ---------------- | -------------------- | -------------- | --------- |
| 1    | Lewis Hamilton   | Mercedes             | 1 min 48 s 984 |           |
| 2    | Nico Rosberg     | Mercedes             | 1 min 49 s 482 | + 0 s 498 |
| 3    | Sebastian Vettel | Ferrari              | 1 min 49 s 629 | + 0 s 645 |
| 4    | Kimi Räikkönen   | Ferrari              | 1 min 49 s 864 | + 0 s 880 |
| 5    | Sergio Pérez     | Force India-Mercedes | 1 min 49 s 866 | + 0 s 882 |
| 6    | Daniel Ricciardo | Red Bull-Renault     | 1 min 49 s 930 | + 0 s 946 |

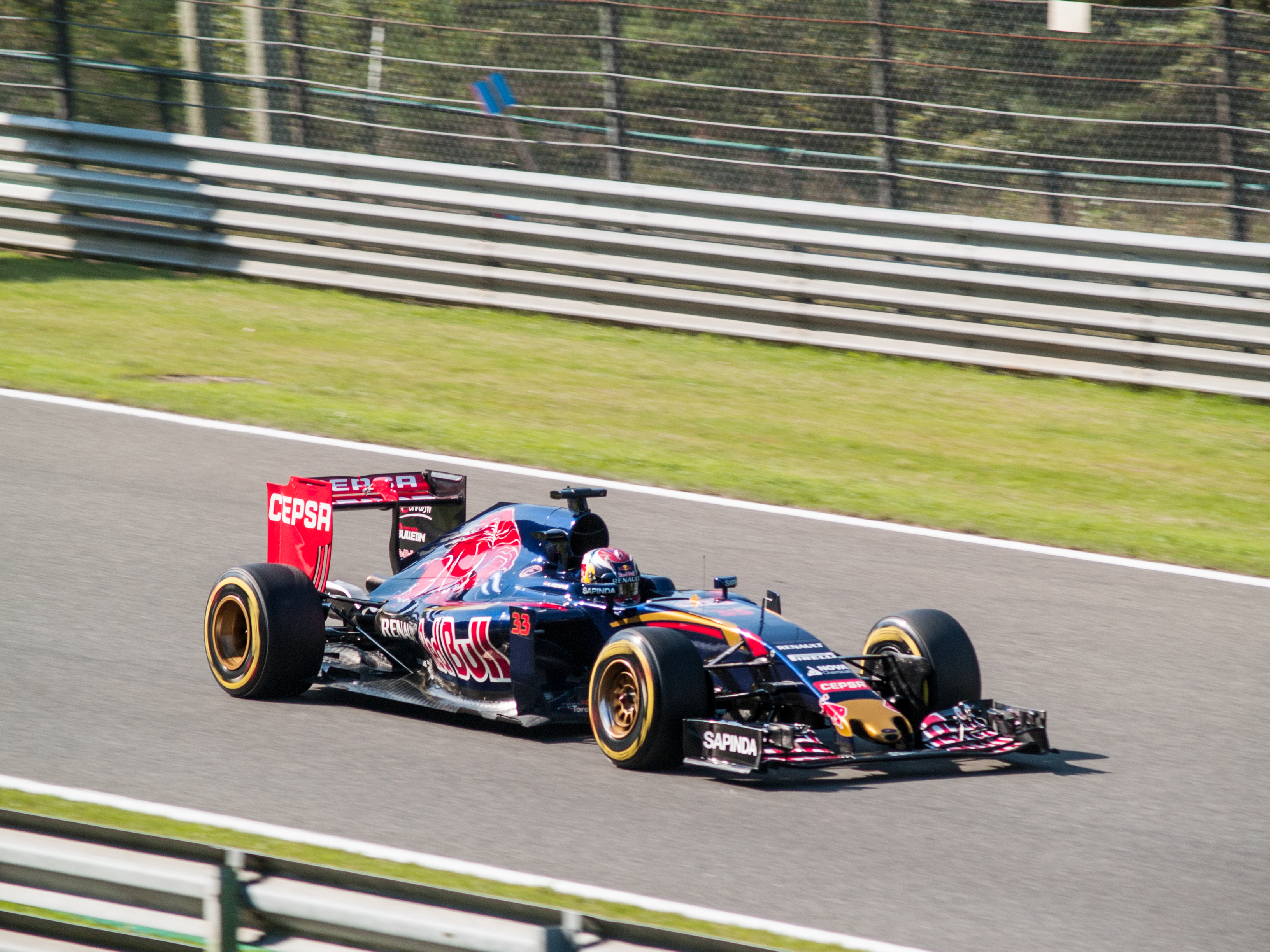
Max Verstappen à Spa en 2015.

Le soleil est toujours au rendez-vous au début de la troisième et dernière séance d'essais libres du Grand Prix de Belgique. En dépit d'un litige judiciaire entre Charles Pic et Lotus F1 Team, les monoplaces d'Enstone sont en mesure de prendre la piste. Bernie Ecclestone doit parlementer avec des manifestants voulant alerter l'opinion sur les conditions des producteurs de lait belges. Les pilotes effectuent plusieurs tours d'installation durant les dix premières minutes de la séance. Lewis Hamilton, en 1 min 50 s 635, fixe le premier temps de référence ; à l'issue de leurs premiers tours lancés, il devance Daniel Ricciardo et Nico Rosberg. La piste manque d'adhérence en cette fin de matinée et plusieurs pilotes tirent tout droit dans certains virages,,,. 
Après vingt minutes, aucune Williams FW37 ni McLaren MP4-30 n'a encore effectué le moindre tour chronométré. Les ingénieurs Pirelli sont attentifs au déroulement de cette session, souhaitant éviter tout problème similaire à celui rencontré hier par Rosberg dont un pneumatique s'est désintégré à pleine vitesse. Ricciardo, le premier à chausser les pneus les plus tendres proposés ce weekend, s'empare du meilleur temps, en 1 min 49 s 930 ; il devance son coéquipier Daniil Kvyat qui tourne en 1 min 50 s 980. La séance est momentanément neutralisée sous drapeau jaune après un tête-à-queue de Romain Grosjean dans la dernière chicane. Le Français se plaint de ne plus avoir d'adhérence, ce qui semble également être le cas de son coéquipier Pastor Maldonado puisque les Lotus E23 Hybrid évoluent aux quinzième et seizième places,,.
À vingt minutes du terme, Fernando Alonso reste le seul pilote à ne pas avoir couvert de tour chronométré car sa MP4-30 est toujours bloquée dans les stands à cause d'un problème de boîte de vitesses : « On espère que ce n'est pas sérieux et qu'il n'y aura pas trop de choses à revoir juste avant les qualifications. On est presque sûrs que c'est une petite fuite » déclare Jonathan Neale. À dix minutes de la fin de séance, les Mercedes chaussent pour la première fois les pneus tendres : Rosberg réalise immédiatement le meilleur temps, en 1 min 49 s 482, puis Hamilton améliore, en 1 min 48 s 984 ; Räikkönen prend le troisième temps,,.
Red Bull demande à ses pilotes d'enchaîner entre treize et quinze tours avec les pneus tendres et Kvyat évite de peu une sortie de piste dans le virage de Pouhon au moment où Sebastian Vettel ravit le troisième temps à son coéquipier. Au terme de la séance, Lewis Hamilton se place en favori pour les qualifications en devançant nettement son coéquipier Rosberg et les Ferrari de Vettel et Räikkönen. Sergio Pérez, cinquième, devance les Red Bull RB11 de Ricciardo et Kvyat,,.

## Séance de qualifications

### Résultats des qualifications

#### Session Q1
Les qualifications du Grand Prix de Belgique débutent sous un franc soleil et par une forte chaleur. Pour les pilotes McLaren Racing, qui cumulent 105 places de pénalité sur la grille, cette session relève plutôt d'une ultime séance d'essais. Max Verstappen et Romain Grosjean seront également pénalisés de dix places pour changement de moteur pour le premier et de cinq places pour changement de boîte de vitesses pour le Français,,. 
Les pilotes des écuries de pointe conservent les pneus durs afin de préserver leurs gommes tendres pour la suite des qualifications ; ainsi chaussé, Nico Rosberg, en 1 min 49 s 498, devance son coéquipier Lewis Hamilton (1 min 49 s 577) tandis que le reste du plateau pointe déjà à plus d'une demi-seconde des Flèches d'Argent,,.
Plus tard dans cette première phase qualificative, tous les pilotes, hormis ceux de Mercedes, ressortent avec leurs pneus tendres pour améliorer leurs performances. Hamilton réalise le meilleur temps, en 1 min 48 s 908, et devance Rosberg de 15 millièmes de seconde (1 min 48 s 923) ; Sergio Pérez, en 1 min 49 s 006, prend la troisième place. Les cinq pilotes éliminés sont Felipe Nasr, Jenson Button et son coéquipier Fernando Alonso, Will Stevens et son coéquipier Roberto Merhi,,.

#### Session Q2
Tous les pilotes en lice disposent désormais de leurs pneus tendres pour augmenter leurs chances d'accéder à la Q3. Max Verstappen, qui a rencontré un problème de puissance moteur durant la session précédente, est contraint de mettre fin à ses tentatives de qualifications. Comme lors de la phase Q1, les pilotes Mercedes dominent la concurrence puisque Lewis Hamilton fixe le temps de référence en 1 min 48 s 024 et n'est battu que par son coéquipier Nico Rosberg qui tourne en 1 min 47 s 955,,. 
Après huit minutes, Kimi Räikkönen immobilise sa Ferrari SF15-T dans le virage de Stavelot à cause d'un souci de pression d'huile alors qu'il n'a pas réalisé de tour chronométré. Les Mercedes, nettement au-dessus du lot, rentrent au stand sitôt leur temps enregistré et ne font pas de deuxième tentative. Mercedes rencontre néanmoins quelques problèmes de collecte de données télémétriques sur la monoplace de Lewis Hamilton,,. 
À la relance, seules les Force India VJM08B, les Williams FW37, les Lotus E23 Hybrid et la Sauber C34 de Marcus Ericsson ont le temps de boucler un ultime tour chronométré. Les cinq pilotes éliminés sont Nico Hülkenberg, Daniil Kvyat, Ericsson, Verstappen et Räikkönen,,.

#### Session Q3

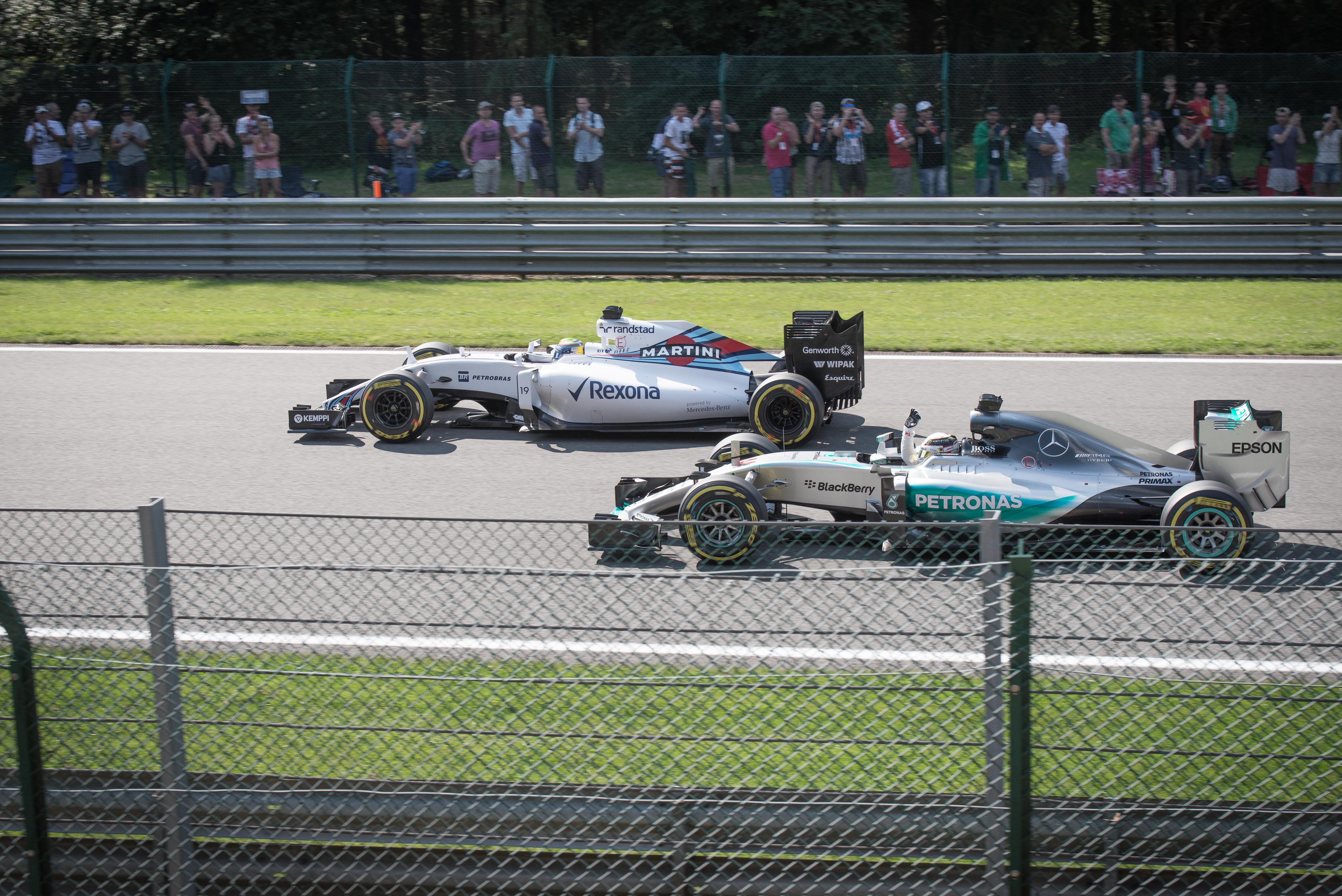
Hamilton célèbre sa pole position à Spa.

Lewis Hamilton boucle son premier tour lancé en 1 min 47 s 449 et prend la tête devant son coéquipier Nico Rosberg, en 1 min 47 s 895. Comme à leur habitude, les Williams, discrètes depuis le début du weekend, se révèlent enfin, Valtteri Bottas et Felipe Massa occupant la deuxième ligne provisoire,,. 
Lors de sa seconde tentative, Hamilton améliore sa performance et boucle son tour en 1 min 47 s 197 pour obtenir la quarante-huitième pole position de sa carrière, sa dixième cette saison. Rosberg améliore également mais, en 1 min 47 s 655, concède près d’une demi-seconde à son coéquipier. Bottas, en 1 min 48 s 537, obtient le troisième temps devant Romain Grosjean (1 min 48 s 561) qui écope néanmoins de cinq places de pénalité ; suivent Sergio Pérez, Daniel Ricciardo, Massa, Pastor Maldonado, Sebastian Vettel et  Carlos Sainz Jr.,,.

### Grille de départ
| Pos.                                                                                      | Pilote           | Écurie                 | Qualifications 1 | Qualifications 2 | Qualifications 3 |
| ----------------------------------------------------------------------------------------- | ---------------- | ---------------------- | ---------------- | ---------------- | ---------------- |
| 1                                                                                         | Lewis Hamilton   | Mercedes               | 1 min 48 s 908   | 1 min 48 s 024   | 1 min 47 s 197   |
| 2                                                                                         | Nico Rosberg     | Mercedes               | 1 min 48 s 923   | 1 min 47 s 955   | 1 min 47 s 655   |
| 3                                                                                         | Valtteri Bottas  | Williams-Mercedes      | 1 min 49 s 026   | 1 min 49 s 044   | 1 min 48 s 537   |
| 4                                                                                         | Romain Grosjean  | Lotus-Mercedes         | 1 min 49 s 353   | 1 min 48 s 981   | 1 min 48 s 561   |
| 5                                                                                         | Sergio Pérez     | Force India-Mercedes   | 1 min 49 s 006   | 1 min 48 s 792   | 1 min 48 s 599   |
| 6                                                                                         | Daniel Ricciardo | Red Bull-Renault       | 1 min 49 s 664   | 1 min 49 s 042   | 1 min 48 s 639   |
| 7                                                                                         | Felipe Massa     | Williams-Mercedes      | 1 min 49 s 688   | 1 min 48 s 806   | 1 min 48 s 685   |
| 8                                                                                         | Pastor Maldonado | Lotus-Mercedes         | 1 min 49 s 568   | 1 min 48 s 956   | 1 min 48 s 754   |
| 9                                                                                         | Sebastian Vettel | Ferrari                | 1 min 49 s 264   | 1 min 48 s 761   | 1 min 48 s 825   |
| 10                                                                                        | Carlos Sainz Jr. | Toro Rosso-Renault     | 1 min 49 s 109   | 1 min 49 s 065   | 1 min 49 s 771   |
| 11                                                                                        | Nico Hülkenberg  | Force India-Mercedes   | 1 min 49 s 499   | 1 min 49 s 121   |                  |
| 12                                                                                        | Daniil Kvyat     | Red Bull-Renault       | 1 min 49 s 469   | 1 min 49 s 228   |                  |
| 13                                                                                        | Marcus Ericsson  | Sauber-Ferrari         | 1 min 49 s 523   | 1 min 49 s 586   |                  |
| 14                                                                                        | Kimi Räikkönen   | Ferrari                | 1 min 49 s 288   | pas de temps     |                  |
| 15                                                                                        | Max Verstappen   | Toro Rosso-Renault     | 1 min 49 s 831   |                  |                  |
| 16                                                                                        | Felipe Nasr      | Sauber-Ferrari         | 1 min 49 s 952   |                  |                  |
| 17                                                                                        | Jenson Button    | McLaren-Honda          | 1 min 50 s 978   |                  |                  |
| 18                                                                                        | Fernando Alonso  | McLaren-Honda          | 1 min 51 s 420   |                  |                  |
| 19                                                                                        | Will Stevens     | Manor Marussia-Ferrari | 1 min 52 s 948   |                  |                  |
| 20                                                                                        | Roberto Merhi    | Manor Marussia-Ferrari | 1 min 53 s 099   |                  |                  |
| Temps minimal à réaliser pour la qualification : 1 min 56 s 531 (107 % de 1 min 48 s 908) |                  |                        |                  |                  |                  |

- Romain Grosjean, quatrième des qualifications, est rétrogradé de 5 places sur la grille pour changement de boîte de vitesses. Il s'élance de la neuvième place[22].
- Jenson Button, dix-septième des qualifications, est pénalisé de 50 places de recul sur la grille de départ pour de multiples changements de l'ensemble moteur-boîte de vitesses. Il s'élance de la dix-neuvième place de la grille[22].
- Fernando Alonso, dix-huitième des qualifications, est pénalisé de 55 places de recul sur la grille de départ pour de multiples changements de l'ensemble moteur-boîte de vitesses. Il s'élance de la vingtième et dernière place de la grille[22].
- Kimi Räikkönen, quatorzième des qualifications, est pénalisé de 5 places sur la grille pour un changement de boîte de vitesses. Bénéficiant des pénalisations de Button et Alonso, il s'élance de la seizième place de la grille[22].
- Max Verstappen, quinzième des qualifications, est rétrogradé de 10 places sur la grille pour changement de moteur à combustion interne. Bénéficiant des pénalisations de Button et Alonso, il s'élance de la dix-huitième place de la grille[22].

## Course

### Déroulement de l'épreuve

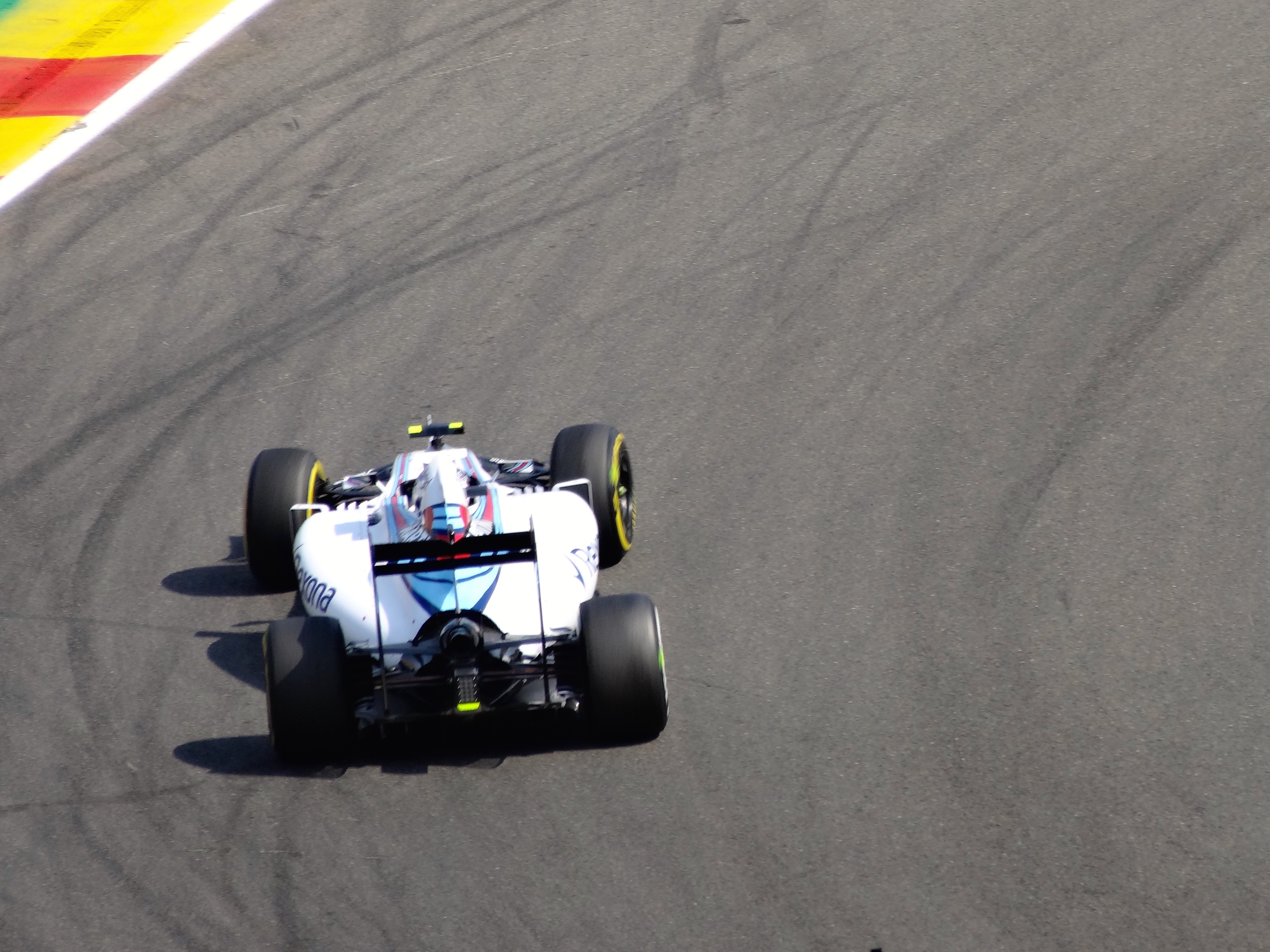
Valtteri Bottas écope d'une pénalité car sa Williams est chaussée de deux types différents de pneumatiques.

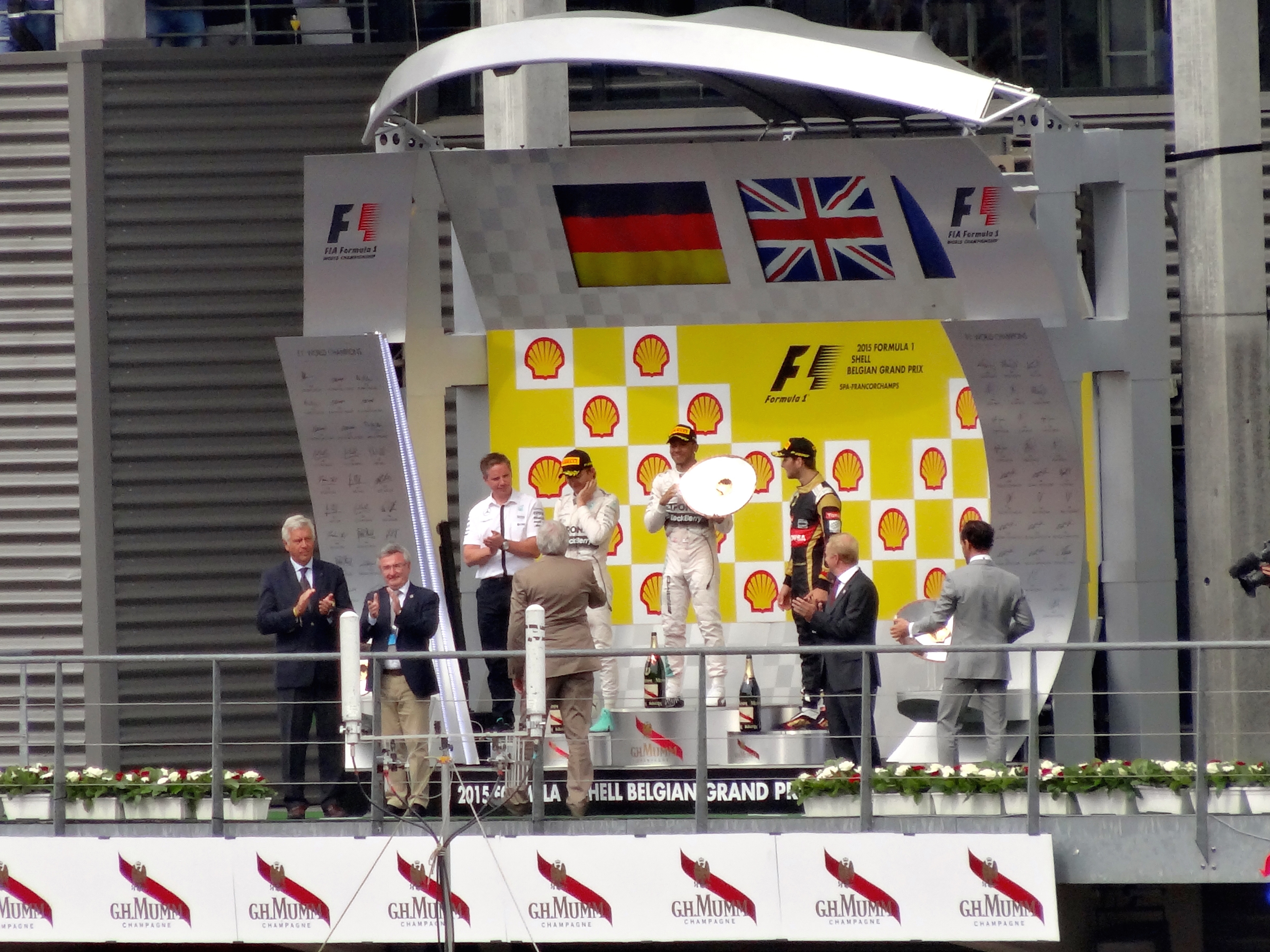
Le podium du Grand Prix.

S'il fait beau et chaud au départ du Grand Prix de Belgique, il y a cependant beaucoup de vent et des nuages porteurs de pluie sont attendus pour la fin de l'après-midi. À compter de cette course, les pilotes doivent prendre manuellement leur envol sans aide des ingénieurs. Bien que Nico Hülkenberg ait été victime d'un problème d'ERS une demi-heure avant le départ, son écurie insiste pour qu'il se place sur la grille mais, lors du tour de formation, il ne parvient pas à élancer sa Force India VJM08B, ce qui impose à tous les pilotes un nouveau tour de formation pour permettre l'évacuation de la monoplace ; la course est concomitamment réduite d'un tour. Carlos Sainz Jr., qui rencontre lui aussi un problème avec sa Toro Rosso STR10, rentre au stand ; il prend finalement le départ depuis la pitlane avec deux tours de retard. À l'extinction des feux, Lewis Hamilton s'élance parfaitement au contraire de son coéquipier Nico Rosberg qui perd plusieurs positions. Sergio Pérez, qui a réussi la meilleure qualification de sa carrière en partant de la quatrième place,  prend la deuxième place, suivi par Daniel Ricciardo. Dans la longue ligne droite après le Raidillon de l'Eau Rouge, Pérez se porte à la hauteur de Hamilton qui conserve sa position. À l'issue du premier tour, Hamilton devance Pérez, Ricciardo, Rosberg, Valtteri Bottas, Sebastian Vettel, Pastor Maldonado, Romain Grosjean, Felipe Massa et Marcus Ericsson,,.  
Dès l'entame du second tour, Vettel passe Bottas tandis que Maldonado, qui a endommagé sa Lotus E23 Hybrid en attaquant trop sèchement un vibreur, abandonne à cause d'un problème de transmission. Alors qu'Hamilton compte deux secondes d'avance sur Perez, Kimi Räikkönen, parti du fond de la grille, entame sa remontée et occupe le douzième rang. Max Verstappen et Räikkönen passent Ericsson et remontent aux dixième et onzième place dans le quatrième tour ; au même moment, Grosjean attaque Bottas pour le gain de la sixième place. Daniil Kvyat double Massa deux tours plus tard et pointe à la huitième position. Après sept tours, Hamilton possède 5 secondes d'avance sur Pérez, 6 s sur Ricciardo, 7 s sur Rosberg, 9 s sur Vettel, 13 s sur Bottas et Grosjean, 15 s sur Kvyat, 17 s sur Massa et 18 s sur Verstappen qui a dépassé Felipe Nasr dans Blanchimont,,.
Ricciardo et Rosberg sont désormais tous deux à l'attaque de Pérez ; faute d'ouverture, l'Australien choisit de s'arrêter parmi les premiers pour chausser les pneus durs. Grosjean passe Bottas au tour suivant et le Finlandais est désormais sous la menace directe de Kvyat. Quand Pérez rentre au stand, Rosberg accède à la deuxième place ; Ricciardo réussit l'undercut en pointant devant Pérez à l'issue de leurs passages par les stands. Kvyat, Massa et Verstappen s'arrêtent à leur tour après la dixième boucle. Un énorme cafouillage se produit lors de l'arrêt de Bottas puisque ses mécaniciens le libèrent avec trois pneus tendres et un dur et Bottas écope d'un drive-through. Pérez, désormais en pneus tendres, réussit à reprendre l'avantage sur Ricciardo dans la ligne droite ; comme Rosberg ressort des stands juste devant eux, le Mexicain profite de son aspiration après le Raidillon mais l'Allemand conserve sa position. Hamilton s'arrête à son tour et laisse provisoirement le commandement à Vettel. Un tour plus tard, l'Allemand, en perdition avec ses pneus totalement usés, rentre à son tour changer de gommes et ressort sixième. Après quinze tours, Hamilton devance Rosberg, Perez, Ricciardo, Grosjean, Vettel, Bottas, Kvyat, Massa et Räikkönen,,. 
En tête de course, Rosberg a réduit son retard à 3 s d'Hamilton lorsque Bottas purge sa pénalité et rejoint la piste toujours chaussé de pneus de différente composition. Grosjean double  Ricciardo dans la ligne droite au dix-huitième tour pour pointer à la quatrième place, dans les échappements de Pérez. Räikkönen, neuvième, se montre très pressant sur Massa, lui-même très proche de Kvyat. À l'aspiration après le Raidillon, Grosjean dépasse Pérez à l’extérieur et accède à la troisième place. Au vingt-et-unième tour, Ricciardo stoppe sa Red Bull RB11 en panne à la sortie de la dernière chicane ; comme la monoplace est très mal placée, la voiture de sécurité virtuelle est déployée. Grosjean profite de cette neutralisation de course pour rentrer au stand chausser des pneus durs afin d'aller au bout de la course (il reste vingt-deux tours à boucler) ; Massa et Raikkönen tentent le même pari. Alors que le Finlandais tente, sans succès, de passer le Brésilien, Hamilton se plaint que Rosberg a profité de la voiture de sécurité virtuelle pour se rapprocher à moins de 2 secondes de lui. Après vingt-six tours, Hamilton précède Rosberg, Vettel, Grosjean, Kvyat, Pérez, Massa, Räikkönen, Verstappen et Bottas,,.
Pérez remonte nettement sur Kvyat qui choisit de plonger dans les stands pour chausser les gommes tendres pour les quinze derniers tours. Lewis Hamilton, qui compte cinq secondes d'avance sur Rosberg, effectue un nouvel arrêt au trentième tour ;  l'Allemand imite son coéquipier en s'arrêtant au tour suivant. Vettel, troisième, fait le pari de rallier l'arrivée sans changer de pneus. Il possède 4 secondes d'avance sur Grosjean, dont les pneus sont moins usés ; le Français reprend presque une seconde par tour à Vettel. Les ingénieurs de la Scuderia Toro Rosso décident de limiter l'usure du moteur de la monoplace de Carlos Sainz (qui évolue à deux tours des autres depuis son départ différé) et lui demandent de rentrer dans le trente-cinquième tour. Kvyat dépasse Räikkönen pour le gain de la septième place et revient sur Massa et Pérez. alors qu'il ne reste plus que quatre tours, Grosjean n'a plus qu'une seconde de retard sur Vettel. Kvyat passe Massa de manière agressive et se retrouve sixième ; au tour suivant, il ravit la cinquième place à Pérez. Dans l'avant-dernier tour, Grosjean est sur le point de tenter un dépassement sur Vettel lorsque le pneu arrière-droit de l'Allemand explose dans la ligne droite de Kemmel. Lewis Hamilton s'impose finalement devant son coéquipier Nico Rosberg tandis que Romain Grosjean obtient son premier podium de la saison. Kvyat termine quatrième, devant Perez, Massa, Räikkönen, Verstappen, Bottas et Ericsson ; Vettel, douzième, termine hors des points,,.

### Classement de la course
| Pos. | no | Pilote           | Écurie                 | Tours | Temps/Abandon                       | Grille  | Points |
| ---- | -- | ---------------- | ---------------------- | ----- | ----------------------------------- | ------- | ------ |
| 1    | 44 | Lewis Hamilton   | Mercedes               | 43    | 1 h 23 min 40 s 387 (215,963 km/h)  | 1       | 25     |
| 2    | 6  | Nico Rosberg     | Mercedes               | 43    | + 2 s 058                           | 2       | 18     |
| 3    | 8  | Romain Grosjean  | Lotus-Mercedes         | 43    | + 37 s 998                          | 9       | 15     |
| 4    | 26 | Daniil Kvyat     | Red Bull-Renault       | 43    | + 45 s 692                          | 12      | 12     |
| 5    | 11 | Sergio Pérez     | Force India-Mercedes   | 43    | + 53 s 997                          | 4       | 10     |
| 6    | 19 | Felipe Massa     | Williams-Mercedes      | 43    | + 55 s 997                          | 6       | 8      |
| 7    | 7  | Kimi Räikkönen   | Ferrari                | 43    | + 55 s 703                          | 16      | 6      |
| 8    | 33 | Max Verstappen   | Toro Rosso-Renault     | 43    | + 56 s 076                          | 18      | 4      |
| 9    | 77 | Valtteri Bottas  | Williams-Mercedes      | 43    | + 1 min 01 s 040                    | 3       | 2      |
| 10   | 9  | Marcus Ericsson  | Sauber-Ferrari         | 43    | + 1 min 30 s 234                    | 13      | 1      |
| 11   | 12 | Felipe Nasr      | Sauber-Ferrari         | 43    | + 1 min 42 s 311                    | 14      |        |
| 12   | 5  | Sebastian Vettel | Ferrari                | 42    | + 1 tour (explosion d'un pneu)      | 8       |        |
| 13   | 14 | Fernando Alonso  | McLaren-Honda          | 42    | + 1 tour                            | 20      |        |
| 14   | 22 | Jenson Button    | McLaren-Honda          | 42    | + 1 tour                            | 19      |        |
| 15   | 98 | Roberto Merhi    | Manor Marussia-Ferrari | 42    | + 1 tour                            | 17      |        |
| 16   | 28 | Will Stevens     | Manor Marussia-Ferrari | 42    | + 1 tour                            | 15      |        |
| Abd. | 55 | Carlos Sainz Jr. | Toro Rosso-Renault     | 32    | Retrait volontaire                  | Pitlane |        |
| Abd. | 3  | Daniel Ricciardo | Red Bull-Renault       | 19    | Perte de puissance                  | 5       |        |
| Abd. | 13 | Pastor Maldonado | Lotus-Mercedes         | 2     | Commande hydraulique de l'embrayage | 7       |        |
| Np.  | 27 | Nico Hülkenberg  | Force India-Mercedes   | 0     | Perte de puissance                  |         |        |

### Pole position et record du tour
- Pole position :  Lewis Hamilton  (Mercedes) en 1 min 47 s 197 (235,216 km/h)[27].
- Meilleur tour en course :  Nico Rosberg (Mercedes Grand Prix) en 1 min 52 s 416 (224,295 km/h) au trente-quatrième tour[28].

### Tours en tête
- Lewis Hamilton :  42 tours (1-30 / 32-43)[29]
- Nico Rosberg : 1 tour (31).

## Classements généraux à l'issue de la course
| Pos. | Pilote           | Écurie               | Points |
| ---- | ---------------- | -------------------- | ------ |
| 1    | Lewis Hamilton   | Mercedes             | 227    |
| 2    | Nico Rosberg     | Mercedes             | 199    |
| 3    | Sebastian Vettel | Ferrari              | 160    |
| 4    | Kimi Räikkönen   | Ferrari              | 82     |
| 5    | Felipe Massa     | Williams-Mercedes    | 82     |
| 6    | Valtteri Bottas  | Williams-Mercedes    | 79     |
| 7    | Daniil Kvyat     | Red Bull-Renault     | 57     |
| 8    | Daniel Ricciardo | Red Bull-Renault     | 51     |
| 9    | Romain Grosjean  | Lotus-Mercedes       | 38     |
| 10   | Max Verstappen   | Toro Rosso-Renault   | 26     |
| 11   | Sergio Pérez     | Force India-Mercedes | 25     |
| 12   | Nico Hülkenberg  | Force India-Mercedes | 24     |
| 13   | Felipe Nasr      | Sauber-Ferrari       | 16     |
| 14   | Pastor Maldonado | Lotus-Mercedes       | 12     |
| 15   | Fernando Alonso  | McLaren-Honda        | 11     |
| 16   | Carlos Sainz Jr. | Toro Rosso-Renault   | 9      |
| 17   | Marcus Ericsson  | Sauber-Ferrari       | 7      |
| 18   | Jenson Button    | McLaren-Honda        | 6      |

| Pos. | Écurie               | Points |
| ---- | -------------------- | ------ |
| 1    | Mercedes             | 426    |
| 2    | Ferrari              | 242    |
| 3    | Williams-Mercedes    | 161    |
| 4    | Red Bull-Renault     | 108    |
| 5    | Lotus-Mercedes       | 50     |
| 6    | Force India-Mercedes | 49     |
| 7    | Toro Rosso-Renault   | 35     |
| 8    | Sauber-Ferrari       | 23     |
| 9    | McLaren-Honda        | 17     |

## Statistiques
Le Grand Prix de Belgique représente :
- la 48e pole position de sa carrière en Formule 1 pour Lewis Hamilton, sa troisième à Spa[32] ;
- la 39e victoire de sa carrière en Formule 1 pour Lewis Hamilton[33] ;
- le 80e podium de sa carrière en Formule 1 pour Lewis Hamilton, qui égale Ayrton Senna[34] ;
- la 38e victoire pour Mercedes en tant que constructeur[35] ;
- le 23e doublé pour Mercedes en tant que constructeur[36] ;
- la 124e victoire pour Mercedes en tant que motoriste[37] ;
- le 900e Grand Prix comptant pour le championnat du monde de Formule 1 de la Scuderia Ferrari[38] ;
- le 150e départ en Grand Prix de Sebastian Vettel[39].
- Le 10e et dernier podium de Romain Grosjean.

Au cours de ce Grand Prix :
- Lewis Hamilton passe la barre des 1700 points inscrits en Formule 1 (1713 points)[40] ;
- Kimi Räikkönen passe la barre des 1100 points inscrits en Formule 1 (1106 points)[41] ;
- Sebastian Vettel voit s'achever sa série de 21 Grands Prix consécutifs terminés dans les points ; il pointe au quatrième rang de cette statistique derrière Kimi Räikkönen (27), Michael Schumacher (24) et Fernando Alonso (23)[42].
- Emanuele Pirro (37 départs en Formule 1 de 1989 à 1991) est nommé  assistant des commissaires de course. Il effectue son second Grand Prix consécutif après avoir officié en Hongrie[43],[44].